# Paul Keegan
Pour les articles homonymes, voir Keegan.
Paul Keegan, né le 5 juillet 1984 à Dublin, est un footballeur irlandais qui évolue au poste de milieu de terrain en faveur des Bray Wanderers.

## Biographie
Avec le club des Doncaster Rovers, il joue 46 matchs en deuxième division anglaise, sans inscrire de but. 
Il joue également 8 matchs en Ligue des champions (0 but) et 7 matchs en Ligue Europa (2 buts), avec les clubs irlandais de Drogheda United et du Bohemian FC.

## Palmarès

### En club
- Drogheda United
  - Vainqueur de la Coupe d'Irlande en 2005
  - Vainqueur de la Setanta Sports Cup en 2006 et 2007
  - Champion d'Irlande en 2007

- Bohemian FC
  - Champion d'Irlande en 2009
  - Vainqueur de la Coupe de la Ligue d'Irlande en 2009
  - Vainqueur de la Setanta Sports Cup en 2010

- Doncaster Rovers
  - Champion d'Angleterre de D3 (League One) en 2013